# Mimela sulcatula
Mimela sulcatula är en skalbaggsart som beskrevs av Ohaus 1915. Mimela sulcatula ingår i släktet Mimela och familjen Rutelidae. Inga underarter finns listade i Catalogue of Life.